# Būtingė
Būtingė är en liten by vid Östersjökusten i norra Litauen, vid gränsen mot Lettland. Här ligger Būtingė oljeterminal, som ingår i koncernen Mazeikiu Nafta. Oljeterminalen är inte helt okontroversiell på grund av risken för oljeläckage.